# Overwerk
Overwerk, pseudonimo di Edmond Huszar (London (Canada), 12 luglio 1989), è un disc jockey e produttore discografico canadese.
Attivo dal 2010, la sua musica è spesso descritta come musica electro house o complextro. Secondo LA Weekly, la sua musica combina passaggi "drammatici e orchestrali" con "sintetizzatori frastagliati e linee di basso profondo". Dal 2012 ha pubblicato 4 EP e diversi singoli, di cui lui stesso ha disegnato le copertine. Il suo singolo Exist, pubblicato nel 2014, ha ricevuto un punteggio di 10/10 da Beatsmedia   e la rivista Vibe lo ha nominato nella "Top 10 Music Outings of the Dance Category Week".,
OVERWERK è anche noto per il suo remix di suoni come Rather Be dei Clean Bandit. Ha girato il Canada, l'Europa e gli Stati Uniti, esibendosi per la prima volta con artisti come Avicii, ed è stato presente in numerosi festival. Ha vinto il New Canada Music Prize Vista Vista Prize 2014 e i suoi suoni appaiono regolarmente in spot pubblicitari per marchi come GoPro, Gucci, Lamborghini, Chrysler, Vogue e Fortune. Ha anche composto la canzone Pressure per il videogioco The Sims 4.

## Discografia

### Album
- 2011 – The Nth º
- 2012 – After Hours
- 2012 – House (feat. Nick Nikon)
- 2013 – Matter
- 2013 – Conquer
- 2015 – I Feel Better (feat. Nick Nikon)
- 2015 – Toccata
- 2015 – Canon
- 2017 – State
- 2019 – Altered State
- 2019 – Virtue

### Singoli
- 2011 – The Nthº
- 2011 – Paradigm (feat. Nick Nikon)
- 2012 – House (feat. Nick Nikon)
- 2012 – Daybreak
- 2013 – Matter
- 2013 – Conquer
- 2014 – Exist
- 2014 – Exist (Club Mix)
- 2015 – I feel better (feat. Nick Nikon)
- 2015 – Toccata
- 2015 – Create

## Premi
| Anno | Premio                    | Nomination | Categoria               | Risultato |
| ---- | ------------------------- | ---------- | ----------------------- | --------- |
| 2013 | Distribuzione sinfonica   | OVERWERK   | Nuovo artista dell'anno | Vinto     |
| 2014 | New Canadian Music Awards | OVERWERK   | Premio Vista music      | Vinto     |